# Manuel Ruano
Francisco Manel Ruano Busán, noto come Manuel Ruano (Barcellona, 16 luglio 1974), è un allenatore di calcio ed ex calciatore spagnolo, di ruolo centrocampista.

## Carriera

### Giocatore
Cresciuto nel settore giovanile del Damm, esordisce tra i professionisti col Gramenet con cui vince il campionato di Segunda División B. Debutta in Liga con l'Atlético Madrid scendendo in campo 9 volte nella stagione 1994-1995. Nel 1999 contribuisce a vincere il campionato di Segunda División col Malaga, con cui nel 2002 vincerà la Coppa Intertoto.

### Allenatore
Dal 2011 al 2018 ha allenato il settore giovanile del Malaga. Nel 2019 passa al Betis B, ma nella stagione 2021-2022 con la squadra che ottiene quattro sconfitte su altrettante gare nel mese di novembre viene esonerato.

## Palmarès

### Calciatore

#### Competizioni nazionali
- Segunda División B: 1

Gramenet: 1993-1994
- Segunda División (Spagna): 1

Malaga: 1998-1999

#### Competizioni internazionali
- Coppa Intertoto UEFA: 1

Malaga: 2002